# Kościół Chrystusa Miłosiernego w Urszulinie
Kościół Chrystusa Miłosiernego – rzymskokatolicki kościół parafialny należący do dekanatu Hańsk diecezji siedleckiej.
Budowa świątyni rozpoczęła się w 1985, podczas urzędowania proboszcza parafii św. Stanisława w Wereszczynie, księdza Ryszarda Andruszczaka. Kamień węgielny  został wmurowany w lipcu 1985 roku przez biskupa siedleckiego księdza Jana Mazura. Nowy kościół został oddany do użytku w październiku 1987 roku. Zbiegło się to z wizytacją biskupa Jana Mazura w Wereszczynie. Dzień po wizytacji biskup odprawił mszę świętą w świątyni w Urszulinie. Pod koniec 1987 roku kościół był gotowy. W dniu 26 sierpnia 1990 roku przy świątyni została erygowana nowa parafia pod wezwaniem Chrystusa Miłosiernego.